# Rodrigo Arenas (homme politique)
Pour les articles homonymes, voir Rodrigo Arenas.
Rodrigo Arenas, né le 24 avril 1974 à Valparaíso (Chili), est un homme politique et dirigeant associatif français.
Il est élu député dans la dixième circonscription de Paris lors des élections législatives de 2022 sous la bannière de la NUPES. Il siège au sein du groupe LFI et il est membre de la commission des Affaires culturelles et de l'Éducation de l'Assemblée nationale. Il est réélu en 2024.
Il est co-président de la Fédération des conseils de parents d'élèves (FCPE), première association de parents d'élèves, de 2018 à 2021.

## Biographie

### Famille et jeunesse
Né à Valparaiso au Chili en 1974, Rodrigo Arenas est arrivé en France à l’âge de 4 ans. Il est le fils d’exilés politiques chiliens. Son père s’est inscrit au Parti communiste chilien et en est devenu le dirigeant en France. Ses parents ont travaillé dans le bâtiment et le ménage pour pouvoir refaire leurs études puis ont travaillé comme directeurs de centres de loisirs dans le Val-de-Marne, puis éducateurs spécialisés à Fontenay-sous-Bois et à Bondy. Rodrigo Arenas a grandi à Champigny-sur-Marne (Val-de-Marne), en cité HLM.
Père de quatre garçons, il habite en 2020 à Sevran (Seine-Saint-Denis), dans un petit pavillon.

### Engagements politiques
Rodrigo Arenas est quelque temps militant des Jeunesses communistes à partir du lycée puis s'éloigne de la politique.
Habitant de Sevran puis Montfermeil, Rodrigo Arenas a renoué avec la politique lors des élections régionales de 2010, au cours desquelles lui est confiée la direction de la campagne de Stéphane Gatignon, maire de Sevran et tête de liste Europe Écologie Les Verts (EELV) en Seine-Saint-Denis.
Rodrigo Arenas se présente ensuite aux élections cantonales de 2011 et fonde sa campagne sur « les visites dans les quartiers et les réunions d'appartement », face à l'UMP Raymond Coënne, maire de Coubron. Battu pour l'ensemble du canton, il arrive cependant en tête, avec 51 % des voix, dans la commune de Montfermeil. Lors des municipales de 2014, il est battu au premier tour avec 19 % des voix, à Montfermeil.
Il appelle à voter pour Jean-Luc Mélenchon en vue de l'élection présidentielle française de 2022.
En juin 2022, il est élu député de la dixième circonscription de Paris sous l'étiquette de La France insoumise.
Lors des élections législatives anticipées de 2024, il est réélu dès le premier tour dans la même circonscription, avec 50,66 % des voix.

### Responsabilités à la FCPE
Rodrigo Arenas travaille comme cadre administratif au conseil départemental de Seine-Saint-Denis. Père de quatre enfants, il milite dans la Fédération des conseils de parents d'élèves (FCPE). Président de la fédération en Seine-Saint-Denis, il se fait élire coprésident de la FCPE à la fin novembre 2018. Une autre élue des parents de banlieue, Carla Dugault, ancienne vice-présidente, devient coprésidente avec lui.
Raymond Artis, son prédécesseur depuis juin 2018, a démissionné en reconnaissant que « la FCPE traverse une crise depuis longtemps ». Lors du congrès qui tente de permettre un renouvellement, Rodrigo Arenas dénonce « les réformes trop axées sur la gestion, et l’homogénéisation », opérées par les gouvernements successifs, une politique selon lui globalement liée au manque de coopération entre les parents et les politiques, car selon lui cette façon de gérer et de réformer l’Éducation nationale « ne prépare pas » les élèves « au monde que nous leur laisserons, demain ».
Il publie en 2020 le livre Dessine-moi un avenir dans lequel il défend différentes mesures pour l'école, notamment une meilleure prise en compte de l'écologie.

#### Confinement de 2020
Lors du confinement décidé au début du printemps 2020 pour freiner l'épidémie de coronavirus, puis lors du déconfinement qui suit, Rodrigo Arenas fait partie des acteurs de la communauté éducative qui dénoncent les risques de mauvaise préparation, à l’approche de la rentrée scolaire. Il demande en particulier au gouvernement français de mieux « appliquer les consignes du conseil scientifique » et lui reproche une situation où les investissements ont été insuffisants, alors que selon lui environ « 30 % des écoles n’ont pas de sanitaires adaptés en temps normal », des propos confirmés par l'Observatoire national de la sécurité et de l'accessibilité des établissements d'enseignement. Il estime dans une interview au Huffington Post qu'il faut au moins, en attendant, installer des sanitaires mobiles.
Dès juillet, il sonne l'alarme, estimant qu'on « ne peut plus continuer comme avant » car « l'école s'est effondrée pendant le confinement ». Il témoigne dans une interview chez Europe 1 d'énormément de remontées de violences conjugales depuis le début de la décision prise par le gouvernement, notamment pour « les enfants qui au bout de la chaîne s’en prennent plein la figure, quand ça craque ».
Il participe à une tribune commune dans Libération le 24 juin 2020, titrée « Pour une école de l’entraide et de la coopération » .
Fin septembre 2020, au cours du congrès national de la FCPE, placé sous le thème de la santé, il dénonce une gestion « très chaotique » de la crise sanitaire dans les établissements scolaires, en particulier la disparité des moyens mis à disposition de leurs directeurs.

#### Débat sur les règlements intérieurs dans les lycées
En septembre 2020, dans une interview à Ouest-France au moment du débat sur les règlements intérieurs plus restrictifs mis en place par certains lycées, Rodrigo Arenas est interrogé sur la petite phrase du ministre de l’Éducation Jean-Michel Blanquer sur la « tenue républicaine » au collège et se déclare contre les règlements intérieurs « qui contreviennent à la règle, qui contreviennent au droit, qui contreviennent à la loi »[réf. nécessaire].

#### Alerte donnée à la mairie avant l'assassinat de Samuel Paty
Une semaine avant l'attentat contre Samuel Paty, il reçoit de différents parents une vidéo haineuse d'un père d'élève contre le professeur Samuel Paty, qui sera quelques jours plus tard assassiné. Rodrigo Arenas fait alors état d’un père extrêmement énervé.
Alarmé par la viralité de cette vidéo de ce père d'élève, c'est en tant que coprésident au niveau national de l'association de parents d'élèves FCPE que Rodrigo Arenas alerte, le 9 octobre, la mairie de Conflans-Sainte-Honorine,,, qui lui dit avoir prévenu l’Éducation nationale, qui prend les choses en main. « Une enquête interne doit suivre ce signalement pour savoir ce qui s'est vraiment passé », déclare-t-il au quotidien Le Figaro.
Pour Rodrigo Arenas, « cette histoire s’est enflammée sur les réseaux sociaux », nécessitant d'« apprendre le discernement aux élèves » mais aussi d'« enseigner le droit et la philosophie dès la maternelle », en recourant à des méthodes adaptées, alors que l'EMC (enseignement moral et civique) dispose souvent de trop peu de temps, à un âge où certains élèves n'y sont plus trop ouverts.

#### Médiation, droit et guide de la laïcité
Président de la FCPE, il développe les formations auprès des adhérents de la FCPE sur la thématique de la laïcité. Dans le sillage du « Guide de la laïcité » édité en 2015 par le ministère de l’Éducation nationale, pour réagir aux attentats contre Charlie Hebdo, il décide de publier pour la rentrée 2020 une version rédigée dans un langage plus accessible, pour éviter le jargon trop législatif. Selon lui, la confusion est créée par l'habitude prise de « parler des religions, à tort et à travers », dans le monde politique, associatif ou commercial.

#### Pour une école totalement gratuite
En juillet 2021, Rodrigo Arenas ne se représente pas au mandat d'administrateur national, préférant mettre en avant la coprésidence de deux femmes, Carla Dugault et Nageat Belahcen. Il reste administrateur de la FCPE de la Seine-Saint-Denis et assure le porte-parolat de la FCPE nationale quelque temps. Il lance dès la rentrée 2021 un collectif « École gratuite » qui propose une pétition pour la gratuité totale de l'éducation, à l'instar de ce qui se passe en Finlande où la cantine, les transports, les fournitures, les sorties, les séjours linguistiques notamment, sont totalement pris en charge par l'État et où il existe des revenus pour les étudiants afin qu'ils puissent suivre leurs études de façon autonome.

## Polémiques

### Prises de position sur le voile en sortie scolaire
En septembre 2019, Rodrigo Arenas organise la campagne de rentrée de la FCPE[réf. nécessaire]. Plusieurs affiches, dont une montrant une femme avec un foulard participant à une sortie scolaire et titrée « Oui, je vais en sortie scolaire, et alors ? La laïcité, c’est accueillir à l’école tous les parents, sans exception », accompagnée d'un slogan « Votez FCPE », déclenche des réactions de protestation. Il se pose alors en défenseur de la loi, qui autorise ces mères qui portent le foulard à accompagner les enfants en sortie scolaire.
Dès son lancement, « le standard de la FCPE a explosé », selon Le Monde. De rares conseils départementaux de la FCPE (le Bas-Rhin, la Corse-du-Sud) expriment leur désaccord face à cette affiche mais la plupart des conseils départementaux soutiennent cette position, depuis longtemps portée par la FCPE. Le ministre de l’Éducation nationale Jean-Michel Blanquer intervient dans les médias pour dénoncer une « erreur » susceptible de flatter des « logiques communautaristes » et le caractère électoraliste de l'affiche. Les attaques du ministre ne changent pas le résultat du vote[Quoi ?], publiés le 5 novembre. La FCPE rassemble 42 % des suffrages des parents d’élèves en collège et lycée lors de l'élection précédente. Entre-temps, Rodrigo Arenas défend cette décision dans une tribune libre au Monde , où le parent d'élève de Sevran, en Seine-Saint-Denis dénonce une « incapacité persistante de nos institutions » à prendre conscience de l'ampleur des fractures au sein de la société, qu'elles soient territoriales, sociales ou culturelles, qui selon lui se sont fortement creusées au sein du territoire français depuis déjà plusieurs décennies. 
En 2020, Jean-Pierre Obin, ancien inspecteur général de l'Éducation nationale, écrit dans son livre  Comment on a laissé l'islamisme pénétrer l'école :

« On observe aujourd'hui que plusieurs organisations « historiques » de gauche (la LDH, l'Unef, la FCPE, par exemple), touchées par la crise du militantisme traditionnel, sont entrées dans l'orbite islamo-gauchiste à la faveur de la prise de pouvoir de militants d'extrême gauche épaulés par « l'entrisme » d'activistes proches des Frères musulmans. Ainsi, Rodrigo Arenas, responsable de sa fédération de Seine-Saint-Denis, a-t-il ramassé en 2019 le pouvoir vacant dans une FCPE en pleine déliquescence. Très vite, il a donné des gages aux islamistes sur lesquels il s'appuyait pour gouverner la fédération du 93. »

Rodrigo Arenas porte plainte pour diffamation. Il considère que Jean-Pierre Obin « ment ». Le 3 janvier 2021, Rodrigo Arenas est débouté en première instance par la 17e chambre correctionnelle : le tribunal ne reconnaît pas la diffamation ; il juge que les propos de M. Orbin constituent « son avis » mais admet cependant qu'ils ne reposent sur aucune preuve. Rodrigo Arenas choisit de ne pas faire appel : « Aussi, on m’accuse d’être un « islamo-gauchiste ». Ce qui voudrait dire que j’aurais un lien avec les radicaux islamistes. Celles et ceux qui le prononcent ne sont pas dans la capacité de le prouver. Parce que c’est faux. Et le tribunal a été clair, M. Obin a été dans l’incapacité de prouver que je suis un « islamo-gauchiste ». »

### Voyages parlementaires
Le député se rend avec son équipe à la commémoration des victimes du coup d'État de 1973 de Pinochet qui avait provoqué l'exil de sa famille.
L'aller-retour au Chili du député suscite la polémique. En juillet 2023, la journaliste Emmanuelle Ducros tacle Rodrigo Arenas sur Twitter : « Il y a le bon et le mauvais CO2 aéronautique. Le mauvais, c'est le mien, le vôtre. Le bon, c'est celui émis aux frais de la princesse par un obscur député, pour aller au Chili où sa présence à des commémorations nationales est évidemment indispensable ». « Pas top niveau carbone » ironisent également des journalistes des Grandes Gueules sur RMC.

## Publication
- Dessine-moi un avenir : Plaidoyer pour faire entrer le xxie siècle dans l'école par Rodrigo Arenas, Édouard Gaudot, et Nathalie Laville, Actes Sud Nature, 2020